# 佐久間信義
佐久間 信義（さくま のぶよし）は、江戸時代後期の旗本。
寛政5年（1793年）4月22日、21歳のとき、隠居した父・佐久間信邦から家督（1300石）を相続。同年6月19日、初めて将軍徳川家斉に拝謁。
寛政7年（1795年）8月5日、御小姓組番士に列せられた。
『寛政重修諸家譜』編纂時の当主。屋敷は四谷内藤宿新屋敷。